# Иткла (посёлок)
Иткла — посёлок в Кирилловском районе Вологодской области.
Входит в состав Ферапонтовского сельского поселения, с точки зрения административно-территориального деления — в Ферапонтовский сельсовет.
Расстояние по автодороге до районного центра Кириллова — 34,5 км, до центра муниципального образования Ферапонтово — 13,5 км. Ближайшие населённые пункты — Федотово, Борисовская, Березник.

## История
В 1966 г. указом президиума ВС РСФСР поселок Иткельской механической базы переименован в Иткла.

## Население
| 2010 |
| ---- |
| 0    |